# Nicolas Baudeau

Explication du tableau économique, 1967

Nicolas Baudeau (ur. w 1730, zm. w 1792) – francuski ekonomista, zwolennik fizjokratyzmu. 
Napisał między innymi:
- Idées d'un citoyen sur l'administration des finances du Roi (1763)
- Idées d'un citoyen sur les besoins, les droits, et les devoirs des vrais pauvres (1765)
- Principes de la science morale et politique sur le luxe et les lois somptuaires (1767)
- Lettres sur les émeutes populaires (1768)
- Lettres d'un citoyen sur les vingtièmes et autres impôts (1768)
- Première introduction à la philosophie économique (1771)
- Principes économiques de Louis XII et du Cardinal d'Amboise, de Henri IV, et du duc de Sully sur l'administration des finances (1775)
- Charles V, Louis XII, et Henri IV aux Français (1787)